# E venne la notte
E venne la notte (Hurry Sundown) è un film del 1967 in Technicolor diretto e prodotto da Otto Preminger.
La pellicola, ispirata al romanzo omonimo di K.B. Gilden del 1965, segnò l'esordio di Faye Dunaway

## Trama
Nel sud degli Stati Uniti due proprietari terrieri, un bianco e un nero, difendono le loro terre dall'avidità di un cocciuto compratore. Costui si serve di ogni mezzo (compresa la moglie in buona fede) per raggiungere il suo scopo ma la sua ferocia è tale che perde sia la moglie che la possibilità di realizzare il suo progetto provocando una grossa alluvione e la morte di un parente.